# Dicranoptycha diacantha
Dicranoptycha diacantha är en tvåvingeart som beskrevs av Alexander 1938. Dicranoptycha diacantha ingår i släktet Dicranoptycha och familjen småharkrankar. Inga underarter finns listade i Catalogue of Life.